# Cover Day
Cover Day (до выпуска известный как A Tribute to Rock) — трибьют-альбом российской рок-группы «Элизиум», выпущенный в Интернете 13 декабря 2013 года. На данном альбоме музыканты группы «Элизиум» исполнили кавер-версии своих любимых песен, написанных различными зарубежными исполнителями. На Cover Day входит тринадцать кавер-версий, исполненных в двух вариантах — на русском языке и на языке оригинальных композиций. В записи трибьют-альбома приняла участие одна из бывших вокалисток группы «Элизиум» Римма Черникевич.
Шесть песен с трибьют-альбома «Элизиума» уже представлял на одноимённом макси-сингле «Cover Day» в 2012 году. Несколько интернет-синглов было выпущено в 2013 году, перед выходом полноценного альбома.

## История записи и выпуск
1 сентября 2012 года группа «Элизиум» выпустила макси-сингл «Cover Day» с шестью новыми студийными песнями, которые представляли собой кавер-версии композиций различных зарубежных коллективов, исполненные на русском языке. Все шесть песен — «Дай им знать», «О любви безмолвный крик», «Так я нарушил закон», «Что ты хочешь от меня?», «Пойдём вместе с нами», «Всё напрасно» — являлись частью материала для будущего полноценного трибьют-альбома, который был анонсирован на 2013 год под названием A Tribute to Rock. «Элизиум» приступил к работе над альбомом в феврале 2013 года, пообещав сыграть новые песни на мартовском сольном концерте в клубе «Москва Hall». Идея альбома A Tribute to Rock состояла в том, чтобы адаптировать на русский язык композиции не самых, как считает «Элизиум», популярных в России исполнителей, но чьи песни являются культовыми для своих жанров и любимыми у музыкантов «Элизиума», оказавшими на них большое влияние.
В сентябре 2013 года, в преддверии выхода A Tribute to Rock, «Элизиум» опубликовал четыре интернет-сингла к нему. Три из них уже появились ранее на макси-сингле «Cover Day», но только в русских версиях; в этот раз песни были также представлены на языке оригинальных композиций и тоже вошли в альбом. Новая песня «Рука в руке» является кавером на песню «Hand in Hand» панк-рок группы Beatsteaks, которая была современным исполнителем, хотя изначально планировалось включить в A Tribute to Rock лишь классические композиции. Кавер «О любви безмолвный крик» был написан на песню «Schrei Nach Liebe» группы Die Ärzte, являющейся любимой у «Элизиума» и почитаемой им как лучшая панк-рок группа в мире. Сингл «Так я нарушил закон» — далеко не первая кавер-версия песни «I Fought the Law», написанной группой The Crickets и впоследствии исполненной группой The Clash и ещё многими другими коллективами.
Сам трибьют-альбом был выпущен 13 декабря 2013 года, в последний момент сменив оригинальное название A Tribute to Rock на Cover Day, уже знакомое по одноимённому макси-синглу. Оформление обложки альбома принадлежит художнику-иллюстратору Валерию Барыкину, для работ которого характерно совмещение стиля советских социальных плакатов с американским жанром пинап. Автором поэтического перевода всех песен альбома является Михаил «Майкл» Макарычев. Cover Day вышел доступным для бесплатного скачивания в Интернете. К весне 2013 года «Элизиум» обещал выпустить его также в виде коллекционного издания на компакт-дисках и виниловых пластинках, однако такового релиза не последовало. Вокалист группы Александр Телехов после выхода Cover Day выразил желания исполнить англоязычные кавер-версии с альбома в случае нового тура «Элизиума» по США.

## Список композиций
| №                   | Название                                | Автор(ы)             | Оригинальное название | Длительность |
| ------------------- | --------------------------------------- | -------------------- | --------------------- | ------------ |
| 1.                  | «Так я нарушил закон»                   | The Crickets         | «I Fought the Law»    | 2:21         |
| 2.                  | «Рука в руке»                           | Beatsteaks           | «Hand in Hand»        | 2:56         |
| 3.                  | «Твоя любовь была как сон» (feat Римма) | Mano Negra           | «Mala Vida»           | 3:54         |
| 4.                  | «Да-Да-Да!» (feat Римма)                | Trio                 | «Da Da Da»            | 3:49         |
| 5.                  | «Дай им знать»                          | Social Distortion    | «Don’t Drag Me Down»  | 3:24         |
| 6.                  | «Что ты хочешь от меня?»                | Die Toten Hosen      | «Pushed Again»        | 4:27         |
| 7.                  | «О любви безмолвный крик»               | Die Ärzte            | «Schrei Nach Liebe»   | 3:27         |
| 8.                  | «Пойдём вместе с нами»                  | New Model Army       | «Vegabonds»           | 3:08         |
| 9.                  | «Мы в ссоре с ней опять»                | Madness              | «My Girl»             | 2:30         |
| 10.                 | «Прощай, вдохновенье!»                  | Stiff Little Fingers | «Strummerville»       | 2:38         |
| 11.                 | «Раскрой глаза!»                        | Goldfinger           | «Open Your Eyes»      | 2:58         |
| 12.                 | «Всё напрасно»                          | Therapy?             | «Nowhere»             | 2:52         |
| 13.                 | «Мир как будто магазин»                 | The Saints           | «Know Your Product»   | 3:49         |
| Общая длительность: | Общая длительность:                     | Общая длительность:  | Общая длительность:   | 42:19        |

| №                   | Название                 | Автор(ы)             | Язык                | Длительность |
| ------------------- | ------------------------ | -------------------- | ------------------- | ------------ |
| 1.                  | «I Fought the Law»       | The Crickets         | английский          | 2:21         |
| 2.                  | «Hand in Hand»           | Beatsteaks           | английский          | 2:56         |
| 3.                  | «Mala Vida» (feat Римма) | Mano Negra           | испанский           | 3:55         |
| 4.                  | «Da Da Da» (feat Римма)  | Trio                 | немецкий            | 3:49         |
| 5.                  | «Don’t Drag Me Down»     | Social Distortion    | английский          | 3:24         |
| 6.                  | «Pushed Again»           | Die Toten Hosen      | английский          | 4:27         |
| 7.                  | «Schrei Nach Liebe»      | Die Ärzte            | немецкий            | 3:27         |
| 8.                  | «Vegabonds»              | New Model Army       | английский          | 3:08         |
| 9.                  | «My Girl»                | Madness              | английский          | 2:30         |
| 10.                 | «Strummerville»          | Stiff Little Fingers | английский          | 2:38         |
| 11.                 | «Open Your Eyes»         | Goldfinger           | английский          | 2:58         |
| 12.                 | «Nowhere»                | Therapy?             | английский          | 2:51         |
| 13.                 | «Know Your Product»      | The Saints           | английский          | 3:49         |
| Общая длительность: | Общая длительность:      | Общая длительность:  | Общая длительность: | 42:19        |

## Участники записи
Исполнители
- Дмитрий «Дракол» Кузнецов — бас-гитара;
- Александр «Пропеллер» Телехов — вокал;
- Алексей «Младшой» Кузнецов — ударные, перкуссия;
- Кирилл «Кира» Крылов — гитара;
- Егор Баранов — виолончель, клавишные, бэк-вокал;
- Дмитрий «Boeing!» Сотников — труба.

Сессионный участник
- Римма Черникевич — бэк-вокал (треки 3, 4 рус., трек 4 ориг.), вокал (трек 3 ориг.).

Производство
- Валерий Барыкин — обложка.